# Urszula Glensk
Urszula Bożena Glensk (ur. 1967 w Tarnowskich Górach) – polska literaturoznawczyni i krytyczka literacka.

## Literatura i reportaż
Urszula Glensk zajmuje się dawnym i współczesnym reportażem. Pracuje w Instytucie Dziennikarstwa i Komunikacji Społecznej Uniwersytetu Wrocławskiego na stanowisku profesora. Jest kierownikiem Zakładu Form Literackich i Dokumentalnych.
Wykłada literaturę i creative writing, jest autorką artykułów naukowych i publicystycznych, m.in. upominających się o prawa uchodźców, ludzi represjonowanych z powodu wojen, a także o ochronę drzew. Publikuje w „Nowych Książkach” i w portalu „Studio Opinii”.
W latach 2019–2021 była członkiem jury Literackiej Nagrody Europy Środkowej „Angelus”.

## Nagrody i wyróżnienia
- 2015 – Nagroda Historyczna Polityki za Historia słabych. Reportaż i życie w dwudziestoleciu 1918–1939[3]
- 2016 – Nagroda Prezesa Rady Ministrów[4]
- 2019 – nominacja do Nagrody Literackiej Nike za biografię Hirszfeldowie. Zrozumieć krew[5]

## Publikacje książkowe
- Proza wyzwolonej generacji 1989–1999, Wydawnictwo Literackie, Kraków 2002.
- Trzy szkice o przewartościowaniach w kulturze, Atut, Wrocław 2007.
- Współautorka podręcznika Jak zostać pisarzem? Pierwszy polski podręcznik dla autorów pod redakcją Andrzeja Zawady, Bukowy Las, Wrocław 2011.
- Po Kapuścińskim. Szkice o reportażu, Universitas, Kraków 2012 (wyróżnienie „Książka Miesiąca” Magazynu Literackiego Książki).
- Historia słabych. Reportaż i życie w dwudziestoleciu (1918–1939), Universitas, Kraków 2014.
- Hirszfeldowie. Zrozumieć krew, Universitas, Kraków 2018.
- Opowieści przesiane. O medycynie ze Zbigniewem Rudkowskim rozmawia Urszula Glensk, Wydawnictwo Uniwersytetu Medycznego im. Piastów Śląskich we Wrocławiu, Wrocław 2021.
- Pinezka. Historie z granicy polsko-białoruskiej, Wydawnictwo Czarne,  Wołowiec 2024.

## Galeria

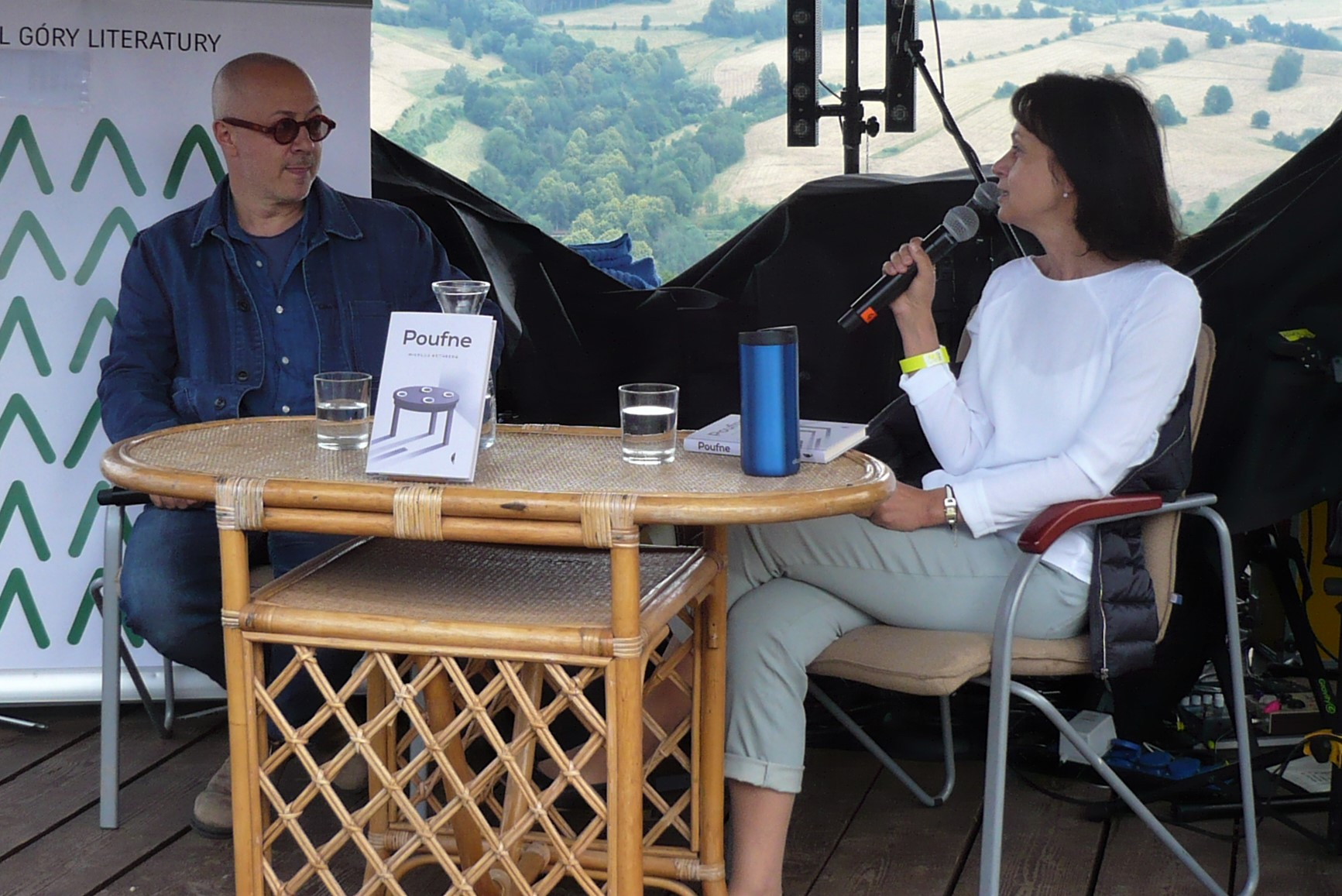
Urszula Glensk i Mikołaj Grynberg
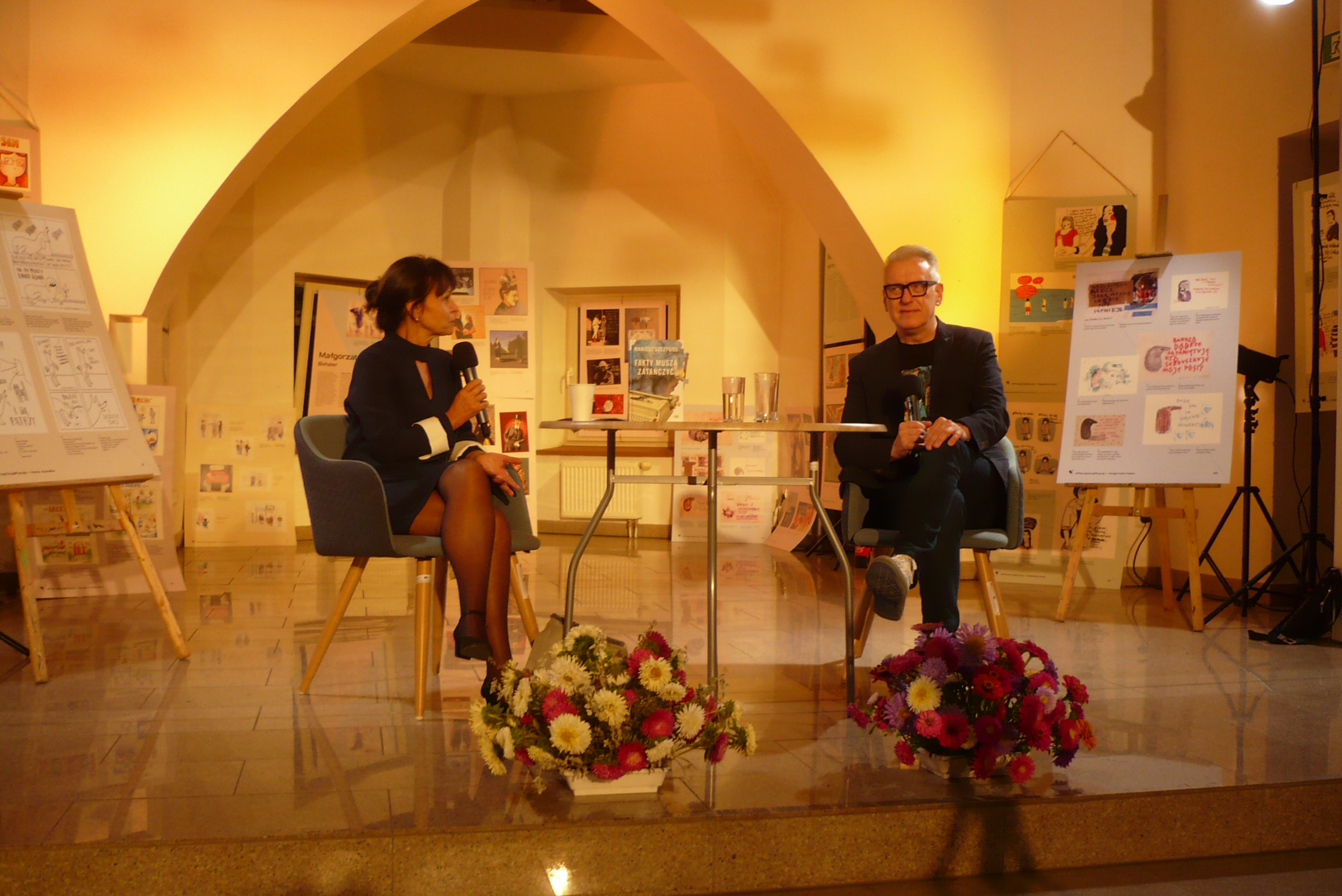
Urszula Glensk i  Mariusz Szczygieł
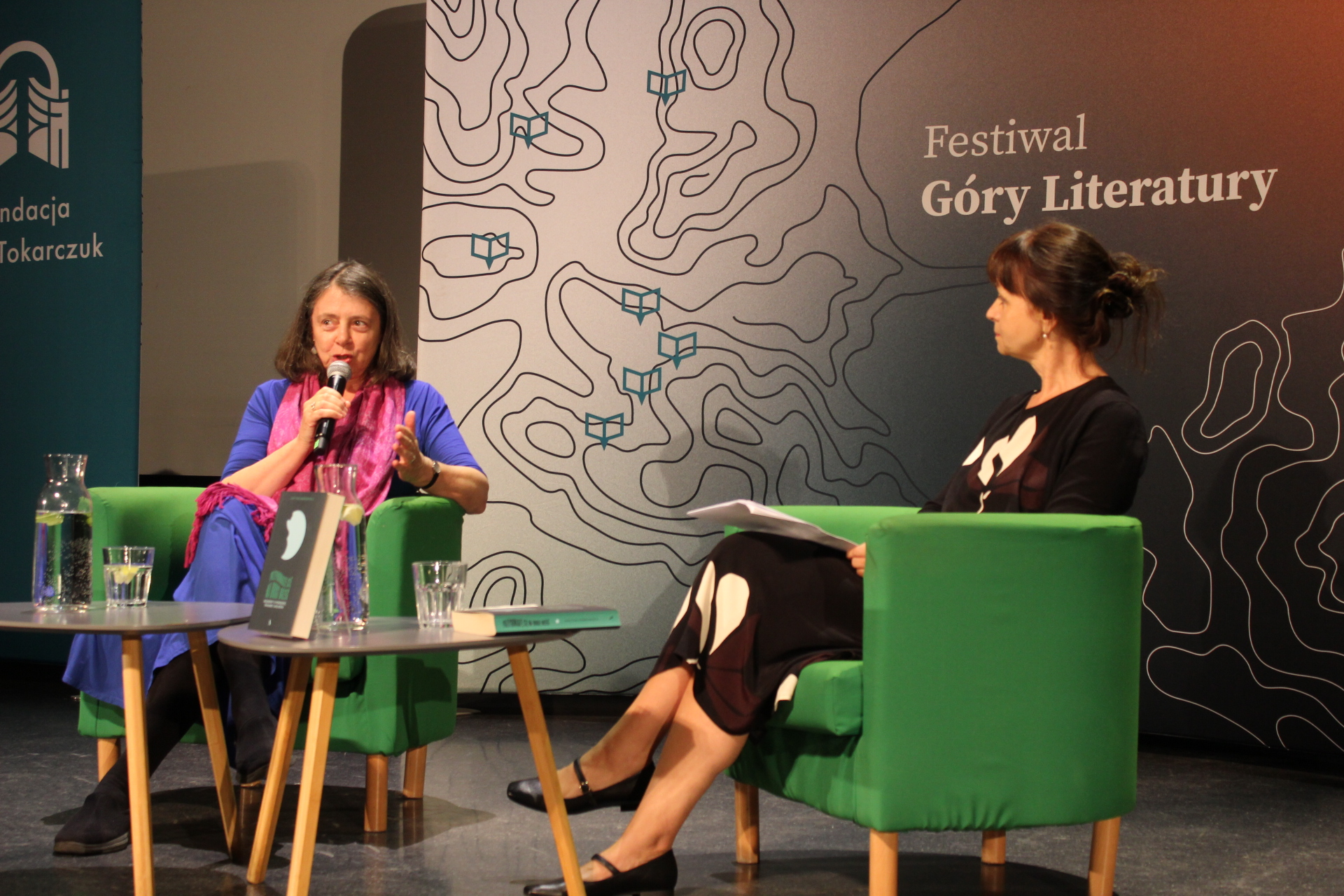
Urszula Glensk i J. Dąbrowska
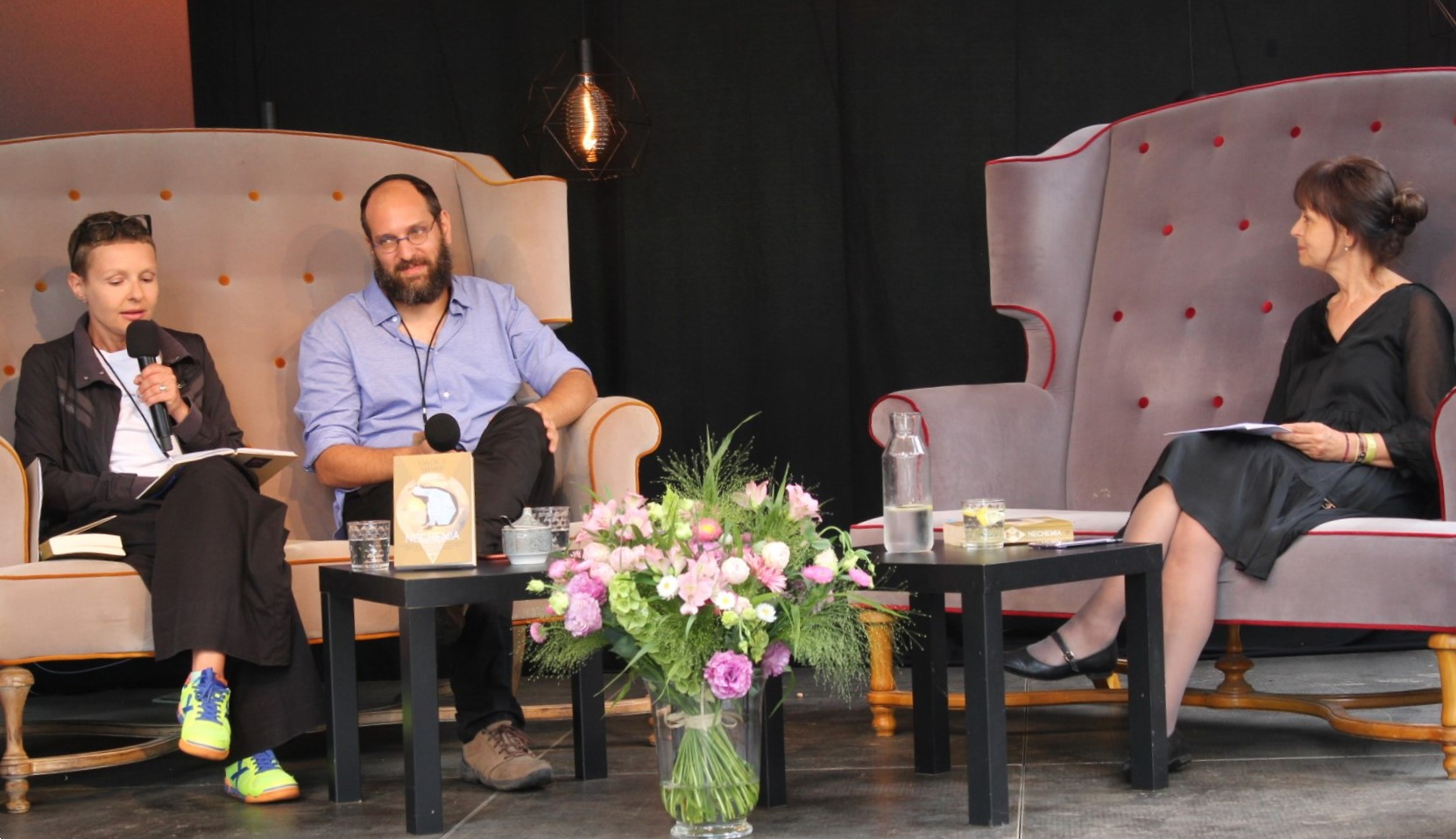
Urszula Glensk i Yakov Mayer
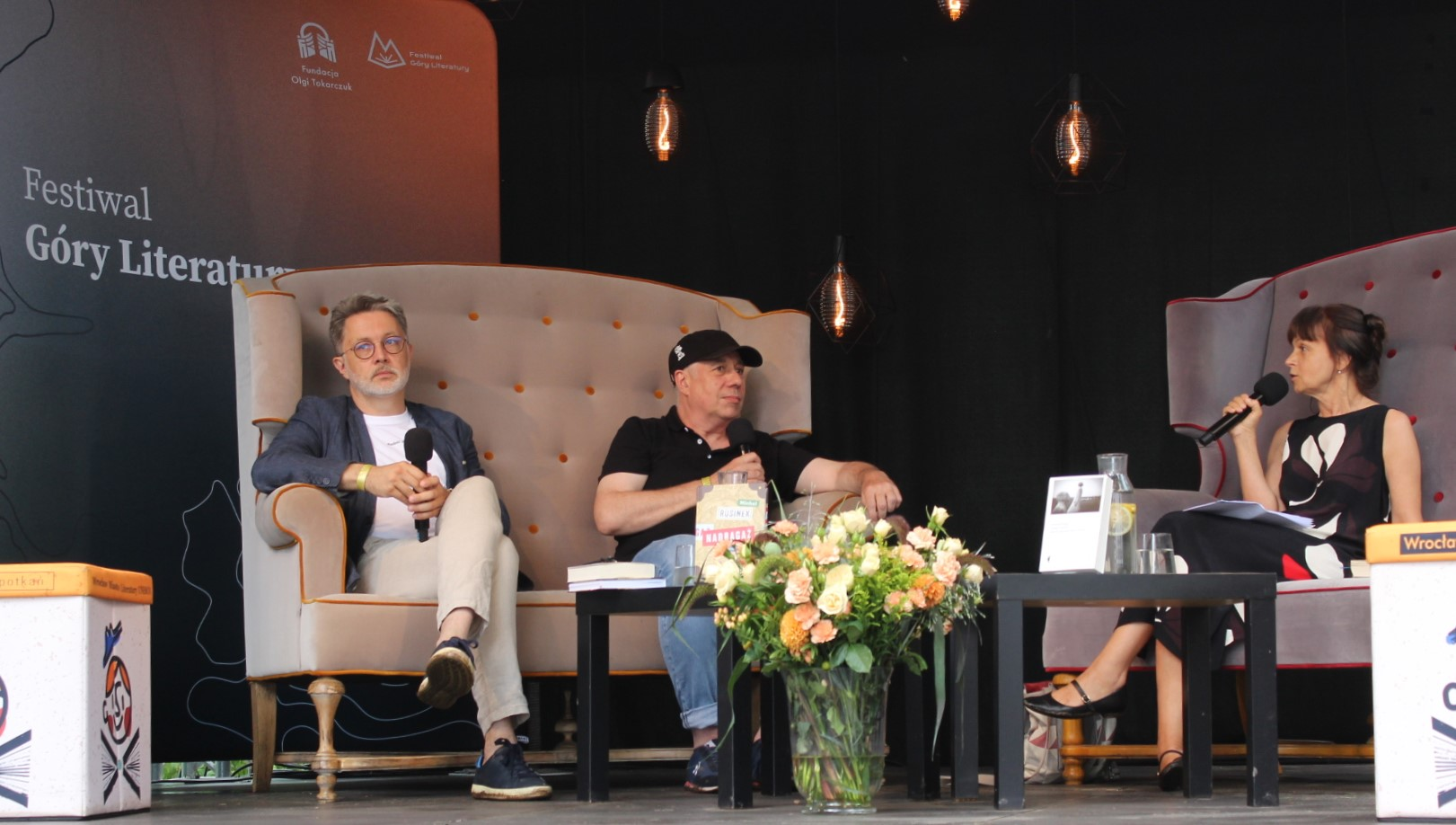
Michał Rusinek i Krzysztof Varga
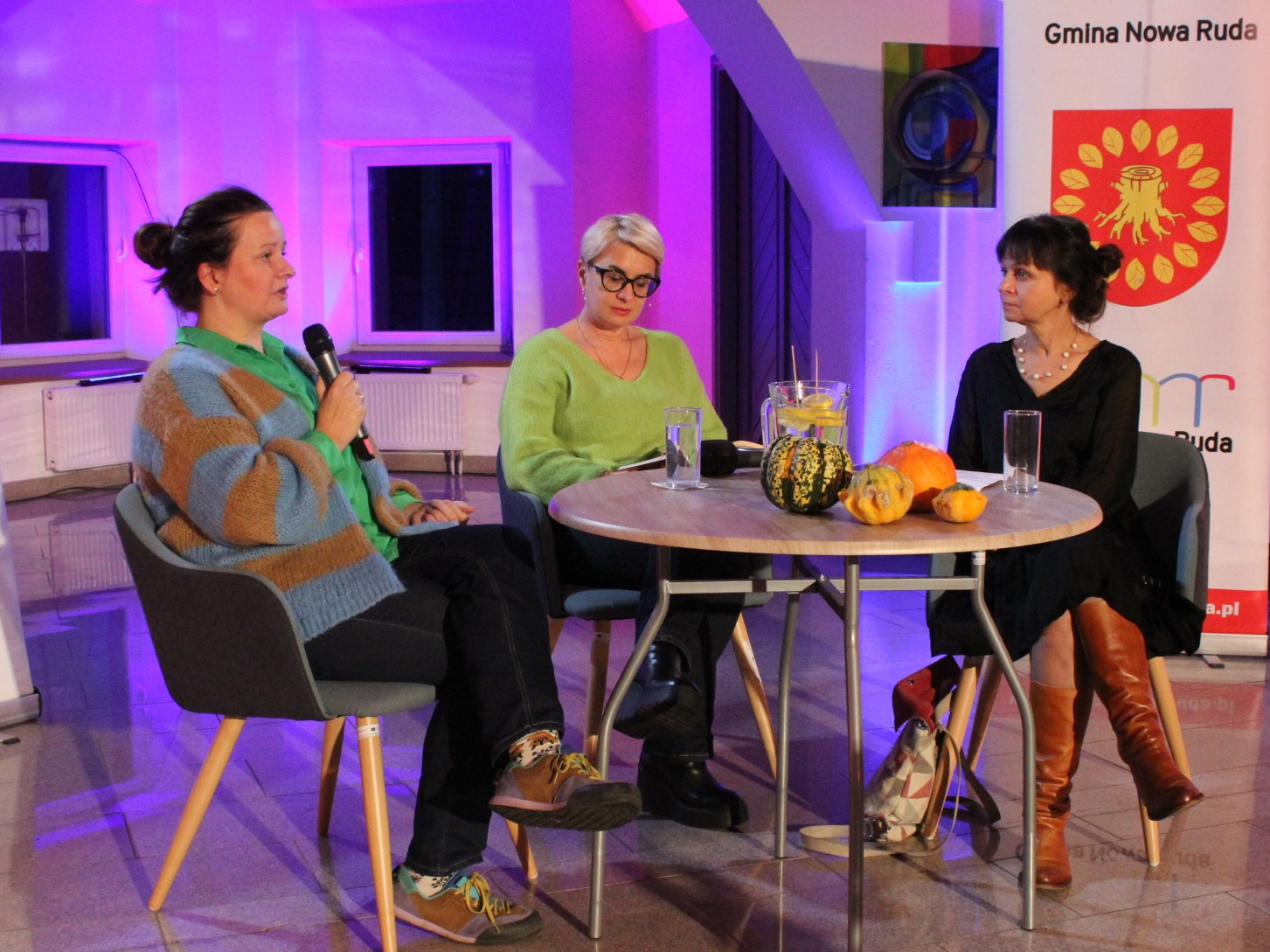
K. Kobylarczyk i M. Kolankowska
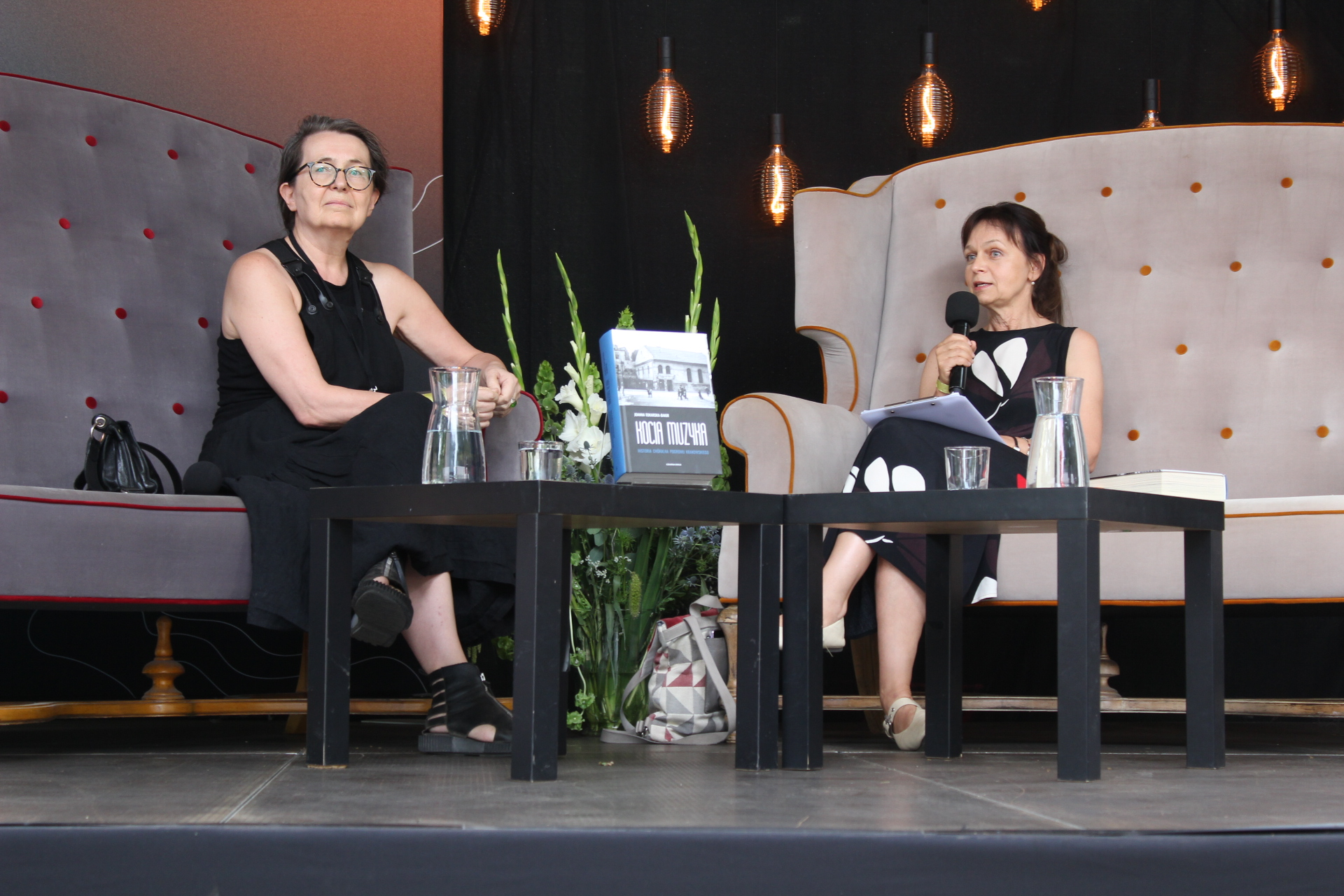
Joanna Tokarska-Bakir, Urszula Glensk
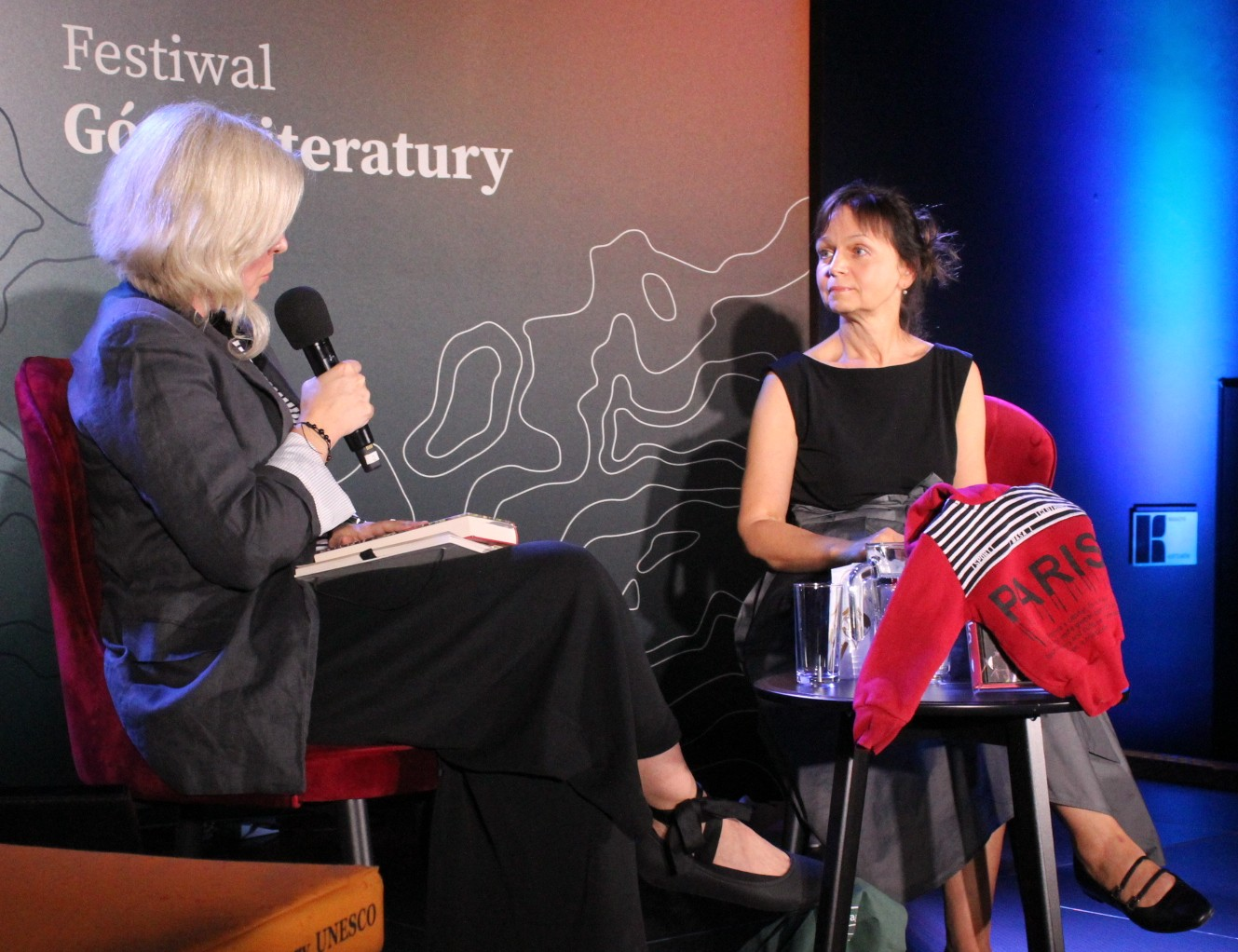
Katarzyna Byłów, Urszula Glensk
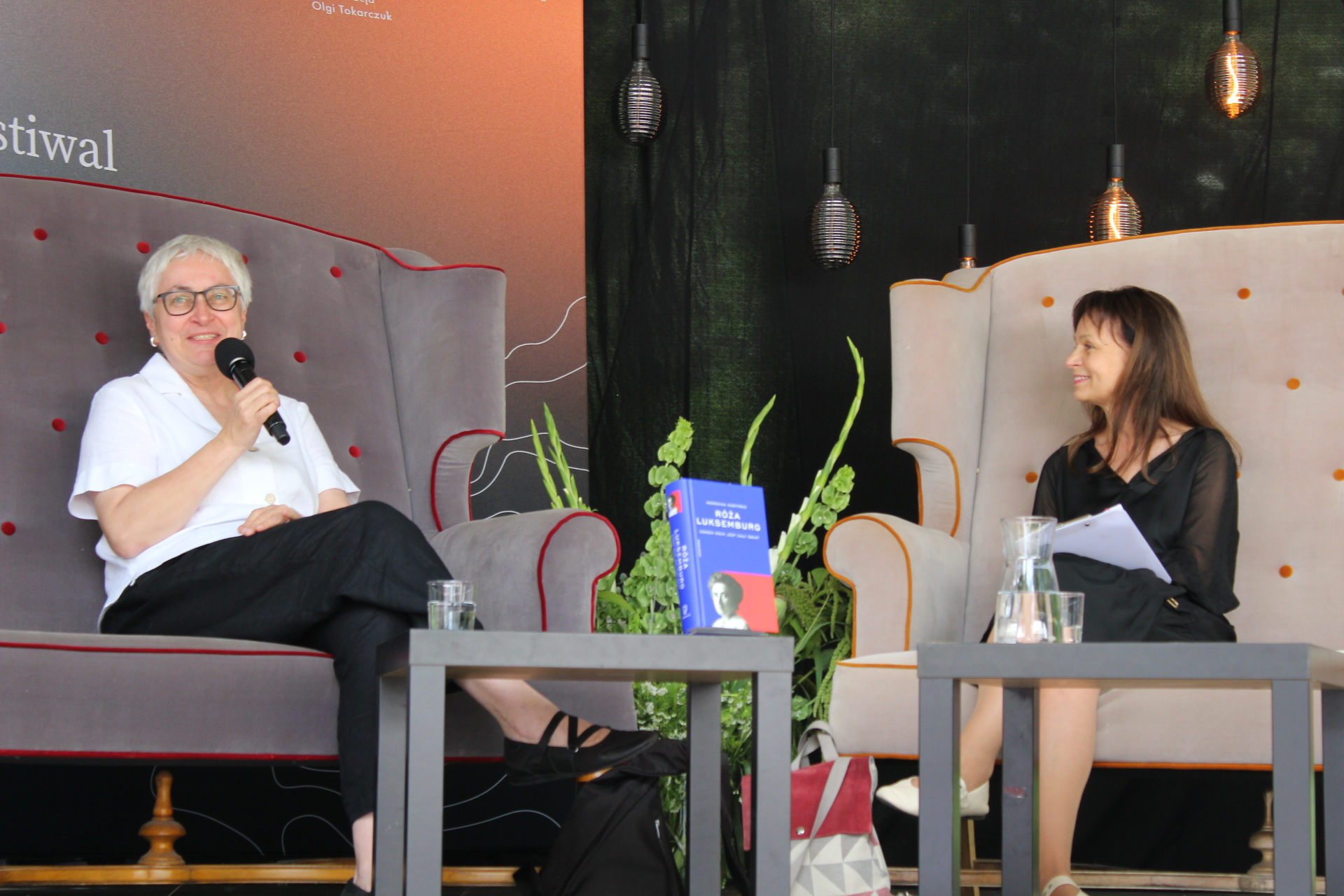
Weronika Kostyrko, Urszula Glensk
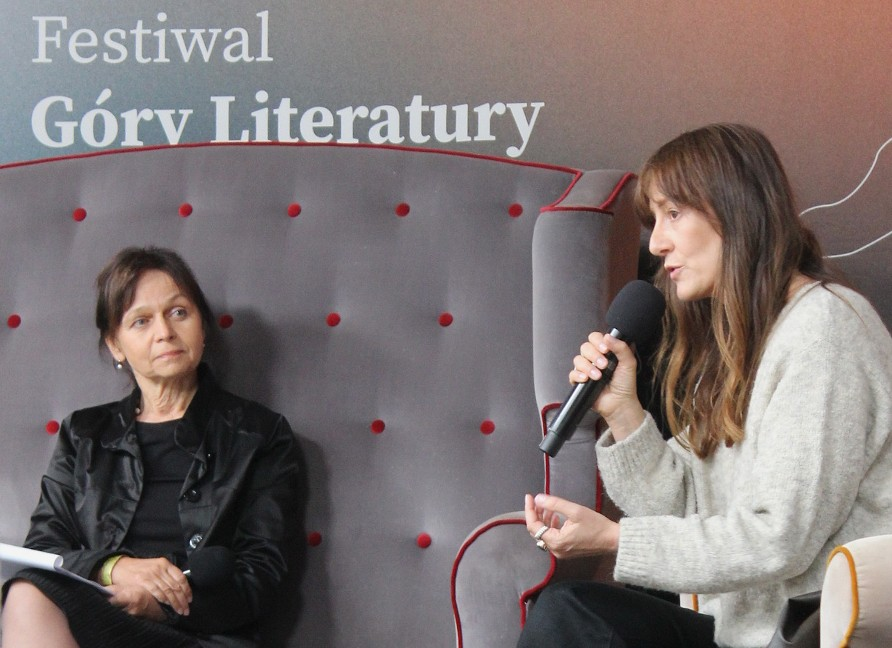
Urszula Glensk, Maja Ostaszewska